# 高梨さん
『高梨さん』（たかなしさん）は、太田基之による日本の漫画作品、およびそれを原作としたテレビドラマ。

## 漫画
月刊IKKI2009年11月号から2012年9月号まで連載されていたコメディ漫画。

### 単行本
1. 高梨さん(2010年5月28日)ISBN 978-4091885173
2. 高梨さん 近所へ行く(2011年11月30日)ISBN 978-4091885678
3. 高梨さん 世話を焼く(2013年3月29日)ISBN 978-4091886217

## テレビドラマ
2013年4月1日19:55からNHKワンセグ2で23:55からEテレで放送。2013年9月23日21:55からNHKワンセグ2で再放送。
世話好きの高梨さんが巻き起こす騒動を描いたミニドラマとして制作されている。

### 出演者

#### 高梨家
- 高梨悦子:池谷のぶえ
- 高梨さんの夫:蛭子能収
- 高梨さんの愛犬ロンちゃん:スーパービーグルプリンちゃん

#### その他出演者
- 一郎:今野浩喜（キングオブコメディ）
- 山田さん:平田敦子
- 倉沢さん:宍戸美和公
- 川村美代子:中村麻里子（AKB48）
- 藤森くん:才川コージ
- 永田さん:峯村リエ
- さやか:小林涼子
- 越智さん:柄本時生
- 幸子:増田有華
- 幸子の弟、伸ちゃん:長島暉実
- 幸子の父:永井秀樹
- スナックのママ、まゆみ:石橋けい
- 高蔵:池田成志
- トム:チャド・マレーン
- 西崎:勝信
- 金田洋助:植田裕一、山本賢太(少年時)
- 広井益二:小村裕次郎、金岡翼(少年時)
- 広井ナツミ:信太真妃
- 美加:原涼子
- 美加の母:津留崎夏子
- 内野:野間口徹
- ピカピカ美装社長:原金太郎
- 蟹彦の飼い主:加藤歩（ザブングル）
- 漫画家:越村友一
- 漫画家アシスタント、斉藤くん:田村健太郎
- 編集者、津田さん:護あさな
- 近藤哲夫:東幹久
- 留美:華城季帆
- ミョンサン:川村進
- ヨンミ:沢井美優
- 中国人の青年:阿部力
- 中村勉三:川村進
- 霊能者:原金太郎
- 地縛霊、芯田:温水洋一
- すみれ:岩田華怜（AKB48）

### 放送リスト
| 回 | 放送日        | サブタイトル           | 脚本           | 主ゲスト         |
| -- | ------------- | ---------------------- | -------------- | ---------------- |
| 1  | 2013年4月1日  | お留守番               | 喜安浩平       | 今野浩喜         |
| 2  | 2013年4月8日  | 恋はおまかせ!          | ブルー&スカイ  | 中村麻理子       |
| 3  | 2013年4月15日 | さざんかの散るころに   | 福原充則       | 峯村リエ         |
| 4  | 2013年4月22日 | ショートバケーション   | ひかわかよ     | 小林涼子         |
| 5  | 2013年4月29日 | 笑顔のゆくえ           | ブルー&スカイ  | 柄本時生         |
| 6  | 2013年5月6日  | 笑顔の裏に悪意あり?    | 吉増裕士       | 増田有華         |
| 7  | 2013年5月13日 | エイリアンズ           | 吉田ウーロン太 |                  |
| 8  | 2013年5月20日 | 待つ女                 | ひかわかよ     | 石橋けい         |
| 9  | 2013年5月27日 | あなたに幸せを         | 吉増裕士       | チャド・マレーン |
| 10 | 2013年6月3日  | 運命の人?              | 福原充則       | 勝信             |
| 11 | 2013年6月10日 | 大発掘!                | ブルー&スカイ  | 植田裕一         |
| 12 | 2013年6月17日 | 私のロンちゃん         | ひかわかよ     | 原涼子           |
| 13 | 2013年6月24日 | 呪われた部屋           | 吉増裕士       | 野間口徹         |
| 14 | 2013年6月1日  | 職場の花!              | 吉田ウーロン太 | 越村友一         |
| 15 | 2013年7月8日  | 通い妻悦子!?           | 福原充則       | 東幹久           |
| 16 | 2013年7月15日 | 異文化交流             | 吉田ウーロン太 | 阿部力           |
| 17 | 2013年7月22日 | 気になる彼は…          | 吉田ウーロン太 | 川村進           |
| 18 | 2013年7月29日 | ゴースト               | ブルー&スカイ  | 温水洋一         |
| 19 | 2013年8月5日  | 今日も、明日も、来年も | 喜安浩平       | 吉田ウーロン太   |
| 20 | 2013年8月12日 | その人の名は…          | 喜安浩平       | 岩田華怜         |

### スタッフ
- 原作:太田基之
- 制作統括:小宮善彰、神山明子
- 演出:瑠東東一郎
- 制作:NHKエンタープライズ
- 制作・著作:NHK・スローハンド、メディアプルポ